# 李許謙
李許謙（り きょけん、朝鮮語: 이허겸）は、高麗の文官であり、朝鮮氏族である仁川李氏の始祖である。
金官加羅国の初代王首露王の妃のサータヴァーハナ朝の王女許黄玉の23代子孫の許奇は新羅の使臣として唐に派遣され、安史の乱が発生した時に玄宗の避難を助けたため、玄宗皇帝の姓氏である李氏が許奇に下賜され、李許奇となった。李許奇が新羅に帰国すると景徳王は、邵城伯の爵位を与え、その李許奇の10代子孫として生まれた。
その後、李許謙は高麗の顕宗時代に尚書左僕射を務めた。